# Azpeitia (Gerichtsbezirk)
Der Gerichtsbezirk Azpeitia ist einer der sechs Gerichtsbezirke in der Provinz Gipuzkoa.
Der Bezirk umfasst 11 Gemeinden auf einer Fläche von 328,25 km² mit dem Hauptquartier in Azpeitia.

## Gemeinden
| Gemeinde                | Einwohner (2024) | Fläche km² | Dichte Einw./km² | Cod INE | Postleitzahl |
| ----------------------- | ---------------- | ---------- | ---------------- | ------- | ------------ |
| Aia                     | 2.141            | 55,27      | 39               | 20016   | 20809        |
| Aizarnazabal            | 780              | 6,55       | 119              | 20003   | 20749        |
| Azkoitia                | 11.697           | 54,71      | 214              | 20017   | 20720        |
| Azpeitia                | 15.208           | 69,39      | 219              | 20018   | 20730        |
| Beizama                 | 130              | 16,55      | 8                | 20020   | 20739        |
| Bidania-Goiatz          | 532              | 13,37      | 40               | 20024   | 20496        |
| Errezil                 | 580              | 32,46      | 18               | 20066   | 20737        |
| Getaria                 | 2.906            | 10,63      | 273              | 20039   | 20808        |
| Zarautz                 | 23.370           | 14,35      | 1.629            | 20079   | 20800        |
| Zestoa                  | 3.838            | 43,69      | 88               | 20027   | 20740        |
| Zumaia                  | 10.251           | 11,28      | 909              | 20081   | 20750        |
| Gerichtsbezirk Azpeitia | 71.433           | 328,25     | 218              | –       | –            |